# Декторы

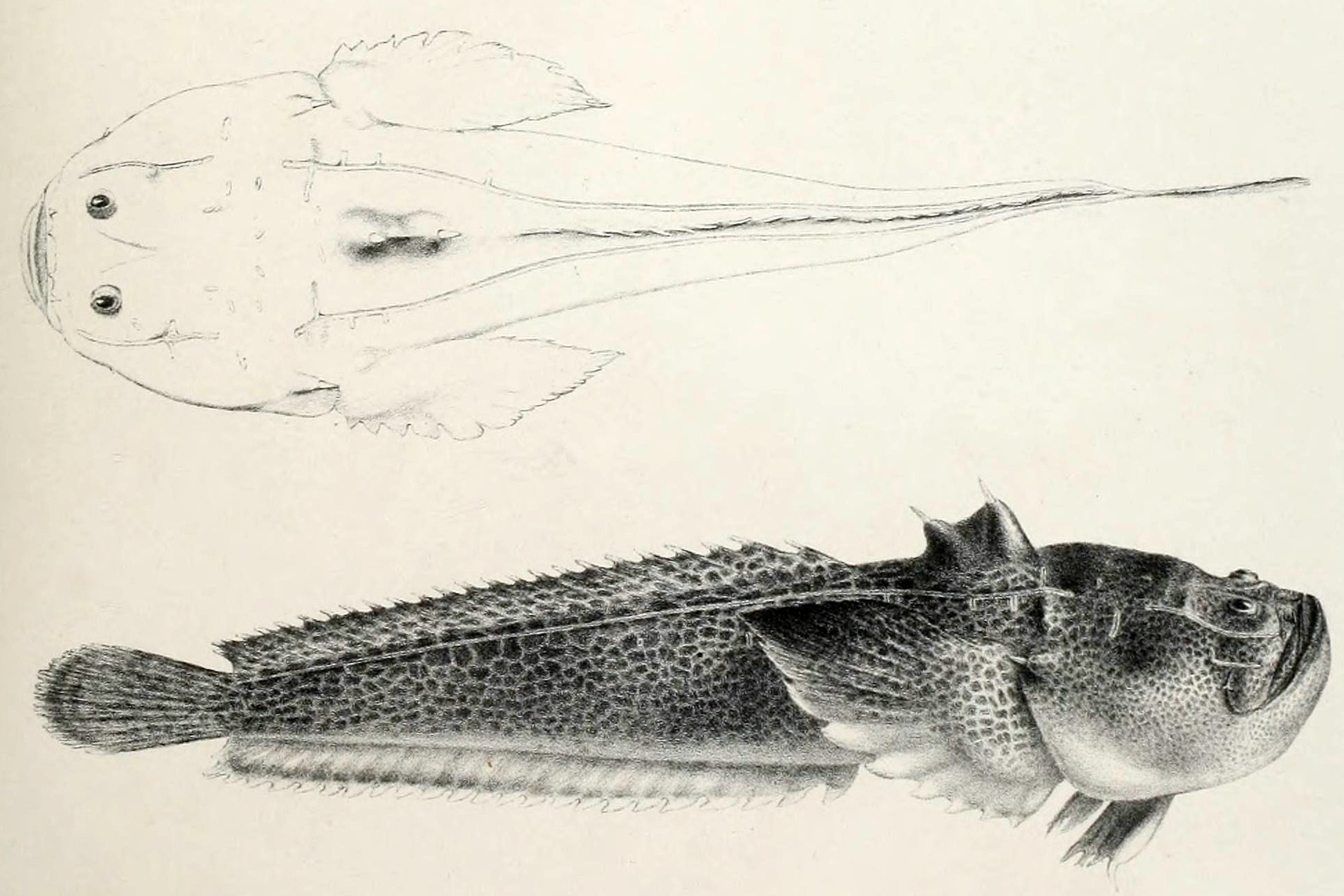
Daector reticulata

Декторы (лат. Daector) — род морских лучепёрых рыб из семейства батраховых (Batrachoididae). Три вида распространены в восточной части Тихого океана. Два вида обитают в реках Колумбии. Максимальные размеры представителей рода варьируют от 13 до 27 см.

## Описание
В первом спинном плавнике 2 полые колючки. В длинном втором спинном плавнике 22—33 мягких лучей. В анальном плавнике 21—30 мягких лучей. На крышечной кости имеется полый шип. Между основаниями верхних лучей грудных плавников расположены 3—7 хорошо различимых обособленных желёз с порами. На подкрышечной кости нет шипов. Ядовитые железы соединены с полыми колючками первого спинного плавника и с полым шипом на жаберной крышке. Тело голое. Фотофоры отсутствуют. Клыковидных зубов на челюстях нет. Позвонков 31—40.

## Классификация
В составе рода выделяют 5 видов:
- Daector dowi Jordan & Gilbert 1887
- Daector gerringi Rendahl, 1941
- Daector quadrizonatus (Eigenmann, 1922)
- Daector reticulata Günther, 1864
- Daector schmitti  Collette, 1968